# Презецо
Презѐцо (на италиански: Presezzo; на ломбардски: Presess, Презес) е малкло градче и община в Северна Италия, провинция Бергамо, регион Ломбардия. Разположено е на 236 m надморска височина. Населението на общината е 4935 души (към 2018 г.).